# Hydriris
Hydriris is een geslacht van vlinders van de familie van de grasmotten (Crambidae), uit de onderfamilie van de Spilomelinae. De wetenschappelijke naam en de beschrijving van dit geslacht zijn voor het eerst gepubliceerd in 1885 door Edward Meyrick. Meyrick beschreef ook de eerste soort uit het geslacht, Hydriris chalybitis uit Australië, die als typesoort is aangeduid.

## Soorten
- H. angustalis Snellen, 1895
- H. aonisalis (Walker, 1859)
- H. apicalis (Hampson, 1912)
- H. bornealis (C. Felder, R. Felder & Rogenhofer, 1875)
- H. chalybitis Meyrick, 1885
- H. dioctias (Meyrick, 1904)
- H. ornatalis (Duponchel, 1832)